# Gran Premio motociclistico d'Australia 2012
Il Gran Premio motociclistico d'Australia 2012 è stato il diciassettesimo, nonché penultimo, Gran Premio della stagione 2012. Le gare si sono disputate il 28 ottobre 2012 presso il circuito di Phillip Island.
In MotoGP la vittoria del Gran Premio è andata per il sesto anno consecutivo a Casey Stoner, davanti a Jorge Lorenzo e a Cal Crutchlow; con questo risultato e con il ritiro di Daniel Pedrosa dopo una caduta nelle prime fasi di gara, Lorenzo ha ottenuto la certezza matematica del suo secondo titolo iridato nella classe regina, il quarto nel motomondiale.
In Moto2 a vincere è stato Pol Espargaró e il podio è stato completato da Marc Márquez e Scott Redding, con Márquez che si è così assicurato matematicamente la vittoria del titolo mondiale, il secondo in carriera nel motomondiale. Per quanto riguarda il campionato costruttori, la Suter se lo è aggiudicato per la terza volta consecutiva.
In Moto3 Sandro Cortese ha ottenuto il suo quinto successo stagionale davanti a Miguel Oliveira e ad Arthur Sissis, che per la prima volta è salito sul podio nel motomondiale. Il titolo riservato ai costruttori è andato matematicamente alla KTM.

## MotoGP
Ben Spies, infortunatosi a Sepang, non ha partecipato al Gran Premio e non è stato sostituito, mentre la moto di Yonny Hernández, anch'egli assente per infortunio, è stata affidata a Kris McLaren, che però nel corso del weekend non ha fatto segnare tempi sul giro tali da consentirgli di qualificarsi alla gara.

### Arrivati al traguardo
| Pos | Nº | Pilota           | Squadra                 | Motocicletta | Giri | Tempo     | Griglia | Punti |
| --- | -- | ---------------- | ----------------------- | ------------ | ---- | --------- | ------- | ----- |
| 1   | 1  | Casey Stoner     | Repsol Honda            | Honda        | 27   | 41:01.324 | 1       | 25    |
| 2   | 99 | Jorge Lorenzo    | Yamaha Factory Racing   | Yamaha       | 27   | +9.223    | 2       | 20    |
| 3   | 35 | Cal Crutchlow    | Monster Yamaha Tech 3   | Yamaha       | 27   | +14.570   | 4       | 16    |
| 4   | 4  | Andrea Dovizioso | Monster Yamaha Tech 3   | Yamaha       | 27   | +23.303   | 6       | 13    |
| 5   | 19 | Álvaro Bautista  | San Carlo Honda Gresini | Honda        | 27   | +23.432   | 7       | 11    |
| 6   | 6  | Stefan Bradl     | LCR Honda               | Honda        | 27   | +23.467   | 5       | 10    |
| 7   | 46 | Valentino Rossi  | Ducati Team             | Ducati       | 27   | +37.113   | 8       | 9     |
| 8   | 69 | Nicky Hayden     | Ducati Team             | Ducati       | 27   | +38.387   | 10      | 8     |
| 9   | 17 | Karel Abraham    | Cardion AB Motoracing   | Ducati       | 27   | +52.613   | 11      | 7     |
| 10  | 41 | Aleix Espargaró  | Power Electronics Aspar | ART          | 27   | +1:00.299 | 12      | 6     |
| 11  | 14 | Randy de Puniet  | Power Electronics Aspar | ART          | 27   | +1:00.342 | 9       | 5     |
| 12  | 8  | Héctor Barberá   | Pramac Racing           | Ducati       | 27   | +1:21.951 | 13      | 4     |
| 13  | 9  | Danilo Petrucci  | Came IodaRacing Project | Ioda-Suter   | 27   | +1:27.857 | 15      | 3     |
| 14  | 51 | Michele Pirro    | San Carlo Honda Gresini | FTR          | 26   | +1 giro   | 14      | 2     |
| 15  | 22 | Iván Silva       | Avintia Blusens         | BQR          | 26   | +1 giro   | 19      | 1     |

### Ritirati
| Nº | Pilota         | Squadra                   | Motocicletta | Giri | Griglia |
| -- | -------------- | ------------------------- | ------------ | ---- | ------- |
| 84 | Roberto Rolfo  | Speed Master              | ART          | 18   | 18      |
| 5  | Colin Edwards  | NGM Mobile Forward Racing | Suter        | 6    | 16      |
| 77 | James Ellison  | Paul Bird Motorsport      | ART          | 5    | 17      |
| 26 | Daniel Pedrosa | Repsol Honda              | Honda        | 1    | 3       |

### Non qualificato
| Nº | Pilota       | Squadra         | Motocicletta |
| -- | ------------ | --------------- | ------------ |
| 43 | Kris McLaren | Avintia Blusens | BQR          |

## Moto2
Nel Gran Premio di Francia Anthony West era risultato positivo a controlli antidoping, per tale motivo il 31 ottobre 2012 dopo il GP d'Australia è stata presa la decisione di annullare il risultato ottenuto in Francia e di squalificarlo per un mese, cosa che non gli ha permesso di partecipare all'ultima tappa del campionato 2012, a valencia. In seguito, il 28 novembre 2013, vengono annullati tutti i suoi risultati ottenuti nei 17 mesi successivi al GP di Francia della stagione precedente, fra cui quello di questa gara, in cui era arrivato secondo; Marc Márquez ottiene quindi il secondo posto e Scott Redding la terza posizione.

### Arrivati al traguardo
| Pos | Nº | Pilota               | Squadra                   | Motocicletta | Giri | Tempo     | Griglia | Punti |
| --- | -- | -------------------- | ------------------------- | ------------ | ---- | --------- | ------- | ----- |
| 1   | 40 | Pol Espargaró        | Pons 40 HP Tuenti         | Kalex        | 25   | 39:26.486 | 1       | 25    |
| 2   | 93 | Marc Márquez         | Catalunya Caixa Repsol    | Suter        | 25   | +16.837   | 3       | 20    |
| 3   | 45 | Scott Redding        | Marc VDS Racing           | Kalex        | 25   | +16.957   | 2       | 16    |
| 4   | 77 | Dominique Aegerter   | Technomag-CIP             | Suter        | 25   | +26.018   | 12      | 13    |
| 5   | 5  | Johann Zarco         | JIR Moto2                 | Motobi       | 25   | +26.028   | 7       | 11    |
| 6   | 3  | Simone Corsi         | Came IodaRacing Project   | FTR          | 25   | +26.091   | 11      | 10    |
| 7   | 80 | Esteve Rabat         | Pons 40 HP Tuenti         | Kalex        | 25   | +26.372   | 10      | 9     |
| 8   | 4  | Randy Krummenacher   | GP Team Switzerland       | Kalex        | 25   | +26.474   | 6       | 8     |
| 9   | 30 | Takaaki Nakagami     | Italtrans Racing          | Kalex        | 25   | +26.580   | 5       | 7     |
| 10  | 81 | Jordi Torres         | Mapfre Aspar              | Suter        | 25   | +36.520   | 20      | 6     |
| 11  | 38 | Bradley Smith        | Tech 3 Racing             | Tech 3       | 25   | +36.565   | 15      | 5     |
| 12  | 24 | Toni Elías           | Italtrans Racing          | Kalex        | 25   | +36.870   | 18      | 4     |
| 13  | 19 | Xavier Siméon        | Tech 3 Racing             | Tech 3       | 25   | +38.220   | 16      | 3     |
| 14  | 63 | Mike Di Meglio       | Kiefer Racing             | Kalex        | 25   | +44.350   | 19      | 2     |
| 15  | 72 | Yūki Takahashi       | NGM Mobile Forward Racing | FTR          | 25   | +48.586   | 27      | 1     |
| 16  | 88 | Ricard Cardús        | Arguiñano Racing          | AJR          | 25   | +48.763   | 21      |       |
| 17  | 18 | Nicolás Terol        | Mapfre Aspar              | Suter        | 25   | +48.768   | 25      |       |
| 18  | 14 | Ratthapark Wilairot  | Thai Honda PTT Gresini    | Suter        | 25   | +52.487   | 22      |       |
| 19  | 23 | Marcel Schrötter     | Desguaces La Torre SAG    | Bimota       | 25   | +52.569   | 24      |       |
| 20  | 8  | Gino Rea             | Federal Oil Gresini       | Suter        | 25   | +52.707   | 23      |       |
| 21  | 75 | Tomoyoshi Koyama     | Technomag-CIP             | Suter        | 25   | +1:12.087 | 28      |       |
| 22  | 22 | Alessandro Andreozzi | S/Master Speed Up         | Speed Up     | 25   | +1:21.455 | 26      |       |
| 23  | 82 | Elena Rosell         | QMMF Racing               | Speed Up     | 24   | +1 giro   | 29      |       |
| 24  | 10 | Marco Colandrea      | SAG Team                  | FTR          | 24   | +1 giro   | 30      |       |
| 25  | 57 | Eric Granado         | JIR Moto2                 | Motobi       | 23   | +2 giri   | 31      |       |

### Ritirati
| Nº | Pilota         | Squadra             | Motocicletta | Giri | Griglia |
| -- | -------------- | ------------------- | ------------ | ---- | ------- |
| 36 | Mika Kallio    | Marc VDS Racing     | Kalex        | 23   | 14      |
| 49 | Axel Pons      | Pons 40 HP Tuenti   | Kalex        | 23   | 13      |
| 60 | Julián Simón   | Blusens Avintia     | Suter        | 23   | 17      |
| 12 | Thomas Lüthi   | Interwetten-Paddock | Suter        | 17   | 4       |
| 29 | Andrea Iannone | Speed Master        | Speed Up     | 4    | 8       |

### Squalificato
| Nº | Pilota       | Squadra     | Motocicletta | Giri | Tempo   | Griglia |
| -- | ------------ | ----------- | ------------ | ---- | ------- | ------- |
| 95 | Anthony West | QMMF Racing | Speed Up     | 25   | +16.811 | 9       |

### Non partito
| Nº | Pilota          | Squadra                   | Motocicletta |
| -- | --------------- | ------------------------- | ------------ |
| 15 | Alex De Angelis | NGM Mobile Forward Racing | FTR          |

## Moto3
Luigi Morciano, infortunato, non ha preso parte al Gran Premio e non è stato sostituito. Maverick Viñales, dopo aver saltato per propria decisione il GP della Malesia, è tornato a correre regolarmente con il team Blusens Avintia. Hanno partecipato in qualità di wildcard Sam Clarke e Lincoln Gilding, entrambi su Honda.

### Arrivati al traguardo
| Pos | Nº | Pilota             | Squadra                        | Motocicletta | Giri | Tempo     | Griglia | Punti |
| --- | -- | ------------------ | ------------------------------ | ------------ | ---- | --------- | ------- | ----- |
| 1   | 11 | Sandro Cortese     | Red Bull KTM Ajo               | KTM          | 23   | 38:20.014 | 1       | 25    |
| 2   | 44 | Miguel Oliveira    | Estrella Galicia 0,0           | Suter Honda  | 23   | +2.108    | 6       | 20    |
| 3   | 61 | Arthur Sissis      | Red Bull KTM Ajo               | KTM          | 23   | +5.031    | 7       | 16    |
| 4   | 42 | Álex Rins          | Estrella Galicia 0,0           | Suter Honda  | 23   | +5.084    | 16      | 13    |
| 5   | 52 | Danny Kent         | Red Bull KTM Ajo               | KTM          | 23   | +5.107    | 4       | 11    |
| 6   | 5  | Romano Fenati      | Team Italia FMI                | FTR Honda    | 23   | +5.109    | 14      | 10    |
| 7   | 19 | Alessandro Tonucci | Team Italia FMI                | FTR Honda    | 23   | +5.374    | 10      | 9     |
| 8   | 7  | Efrén Vázquez      | JHK t-shirt Laglisse           | FTR Honda    | 23   | +5.894    | 3       | 8     |
| 9   | 12 | Álex Márquez       | Ambrogio Next Racing           | Suter Honda  | 23   | +30.783   | 19      | 7     |
| 10  | 32 | Isaac Viñales      | Ongetta-Centro Seta            | FTR Honda    | 23   | +30.911   | 18      | 6     |
| 11  | 94 | Jonas Folger       | Mapfre Aspar                   | Kalex KTM    | 23   | +32.803   | 2       | 5     |
| 12  | 26 | Adrián Martín      | JHK t-shirt Laglisse           | FTR Honda    | 23   | +33.302   | 17      | 4     |
| 13  | 84 | Jakub Kornfeil     | Redox-Ongetta-Centro Seta      | FTR Honda    | 23   | +33.479   | 13      | 3     |
| 14  | 41 | Brad Binder        | RW Racing GP                   | Kalex KTM    | 23   | +34.102   | 20      | 2     |
| 15  | 39 | Luis Salom         | RW Racing GP                   | Kalex KTM    | 23   | +43.749   | 9       | 1     |
| 16  | 89 | Alan Techer        | Technomag-CIP-TSR              | TSR Honda    | 23   | +43.827   | 24      |       |
| 17  | 23 | Alberto Moncayo    | Andalucia JHK t-shirt Laglisse | FTR Honda    | 23   | +49.394   | 11      |       |
| 18  | 80 | Armando Pontone    | Ioda Team Italia               | Ioda         | 23   | +1:06.551 | 21      |       |
| 19  | 17 | John McPhee        | Caretta Technology             | KRP Honda    | 23   | +1:06.588 | 22      |       |
| 20  | 96 | Louis Rossi        | Racing Team Germany            | FTR Honda    | 23   | +1:08.801 | 12      |       |
| 21  | 8  | Jack Miller        | Caretta Technology             | Honda        | 23   | +1:08.908 | 23      |       |
| 22  | 51 | Kenta Fujii        | Technomag-CIP-TSR              | TSR Honda    | 23   | +1:10.030 | 26      |       |
| 23  | 30 | Giulian Pedone     | Ambrogio Next Racing           | Suter Honda  | 23   | +1:10.411 | 25      |       |
| 24  | 75 | Lincoln Gilding    | K1 Racing                      | Honda        | 23   | +1:33.510 | 28      |       |
| 25  | 36 | Sam Clarke         | Fastline GP Racing             | Honda        | 22   | +1 giro   | 31      |       |

### Ritirati
| Nº | Pilota              | Squadra                 | Motocicletta | Giri | Griglia |
| -- | ------------------- | ----------------------- | ------------ | ---- | ------- |
| 63 | Zulfahmi Khairuddin | AirAsia-Sic-Ajo         | KTM          | 19   | 5       |
| 9  | Toni Finsterbusch   | Racing Team Germany     | Honda        | 16   | 30      |
| 25 | Maverick Viñales    | Blusens Avintia         | FTR Honda    | 14   | 8       |
| 31 | Niklas Ajo          | TT Motion Events Racing | KTM          | 11   | 15      |
| 29 | Luca Amato          | Mapfre Aspar            | Kalex KTM    | 8    | 27      |
| 20 | Riccardo Moretti    | Mahindra Racing         | Mahindra     | 1    | 29      |

### Non partiti
| Nº | Pilota            | Squadra           | Motocicletta |
| -- | ----------------- | ----------------- | ------------ |
| 28 | Josep Rodríguez   | Moto FGR          | FGR Honda    |
| 27 | Niccolò Antonelli | San Carlo Gresini | FTR Honda    |
| 99 | Danny Webb        | Mahindra Racing   | Mahindra     |